# Karel Černý (scénograf)
Karel Černý (7. dubna 1922 Plzeň – 5. září 2014 Tábor) byl český filmový architekt a výtvarník. Byl držitelem Oscara v kategorii Výprava a dekorace za film Amadeus (1985). V roce 2013 získal Českého lva za dlouholetý umělecký přínos českému filmu.

## Život
Karel Černý vystudoval architekturu, ale jeho životní vášní byl film. V roce 1939 se mu podařilo získat malou roli ve filmu Ohnivé léto s Lídou Baarovou. Později, v roce 1945, pracoval jako pomocný režisér na filmu Řeka čaruje a jako samostatný architekt se poprvé podílel na filmu o Emilu Zátopkovi. Spolupracoval, mimo jiné, například na sérii filmů o rodině Homolkových, na seriálu 30 případů majora Zemana nebo na dramatu Král Šumavy. Do povědomí snad všech českých diváků se však zapsal v roce 1953, kdy vytvořil kulisy pro film Karla Zemana Cesta do pravěku. O deset let později se seznámil s Milošem Formanem, se kterým natočil všechny jeho československé filmy. V době, kdy chtěl Forman natočit film o Wolfgangu Amadeu Mozartovi, oslovil Černého, který kvůli tomuto projektu nechal upravit interiéry historických pražských budov. V roce 1985 se zúčastnil ceremoniálu předávání cen americké filmové akademie. Myslel si ovšem, že byl pozván spíše ze zdvořilosti. Oscar za architekturu však patřil právě jemu, za práci na Formanově filmu Amadeus. V roce 2013 měl převzít Českého lva za celoživotní dílo, kvůli jeho zdravotnímu stavu však musela cenu převzít jeho vnučka.
Zemřel ve svém domově v Táboře ve věku 92 let.

## Známá díla
- Cesta do pravěku (1953)
- Robot Emil (1960) – dětský televizní seriál
- Hříšní lidé města pražského (1963)
- Hoří, má panenko (1967)
- Nebeští jezdci (1968)
- Ecce homo Homolka (1970)
- Princ a chuďas (1971)
- Romeo a Julie na konci listopadu (1971)
- Vražda v hotelu Excelsior (1971)
- Svědectví mrtvých očí (1971)
- Pokus o vraždu (1973)
- Jak dostat tatínka do polepšovny (1978)
- Amadeus (1985)
- Území bílých králů (1991)

## Ocenění
- Oscar za architekturu – Amadeus (1985)
- Český lev za celoživotní dílo (2013)